# معركة إنتشون

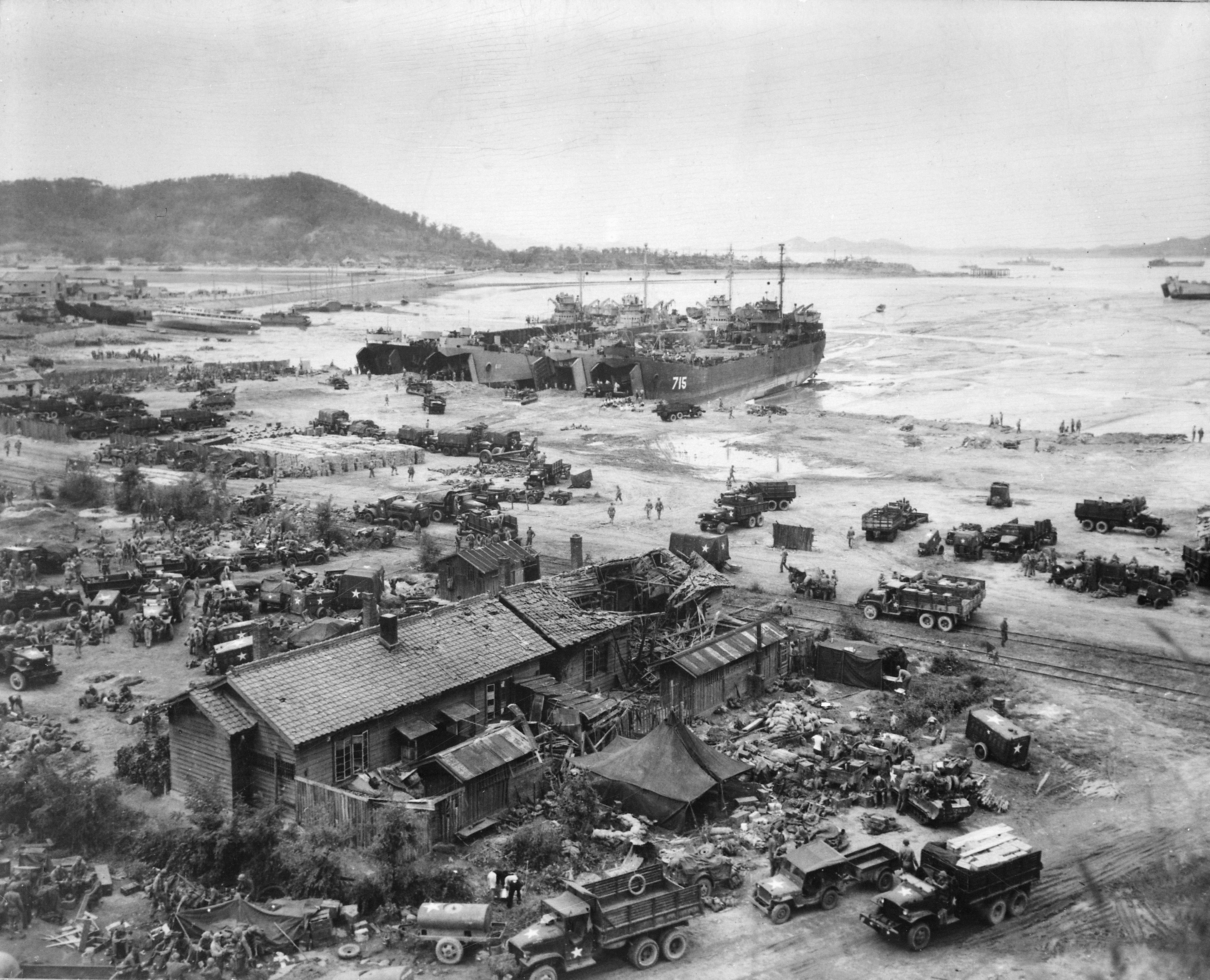
سفن تقوم بإنزال الجنود والمعدات على الشاطئ بعد يوم واحد من الإنزال البرمائي في كوريا الجنوبية

معركة إنتشون (الاسم الكوري : عملية كرومايت) كانت اجتياح حاسم ومعركة أثناء الحرب الكورية بدأت في 15 سبتمبر 1950 وانتهت حوالي 28 سبتمبر فأثناء إنزال برمائي تمكنت قوات الأمم المتحدة من احتلال وتأمين مدينة إنشون وكسرت الحصار المفروض حول منطقة بوسان من خلال سلسلة من الإنزالات في مناطق العدو. تكونت أغلبية قوات الأمم المتحدة المشاركة في الهجوم من قوات المارينز الأمريكية بقيادة الجنرال دوجلاس ماك آرثر وجاءت معركة إنشون لتُنهي سلسلة من الانتصارات لجيش كوريا الشمالية وتبدأ هجوم مضاد لقوات الأمم المتحدة أدى إلى استعادة سيول والتقدم شمالاً بالقرب من نهر يالو لينتهي هذا التقدم بتدخل الجيش الصيني الشعبي المتطوع الصراع وإرساله الآف الجنود الصينيين لدعم كوريا الشمالية ليقوموا باجتياح قوات الأمم المتحدة على طول نهر شوأونجشون(Ch'ongch'on) وإجبارها على الانسحاب إلى كوريا الجنوبية بعد معركة شوسين ريزرفوار(Chosin Reservoir)